# Hans Kostwitz
Hans Kostwitz, auch Hans Koswitz, eigentlich Hans Kos (25. April 1863 in Brünn – 9. März 1926 in Chemnitz) war ein österreichischer Kinderdarsteller, Theaterschauspieler, Opernsänger (Tenor) und Theaterregisseur.

## Leben
Hans Kostwitz, Sohn eines österreichischen Gerichtsbeamten, wurde schon in früher Jugend in Kinderrollen beschäftigt, bis er sich 1886 entschloss, nach genügender Vorbereitung Schauspieler zu werden.
Er begann in Marburg, war dann in Krems, St. Pölten, Hermannstadt, Wiener Neustadt, Nürnberg, an den Residenztheatern in Hannover, Wiesbaden und Dresden, sowie in Bremen als Opern- und Operettentenor engagiert, ging jedoch 1897, namentlich seiner langen, hagern Figur wegen, in das charakterkomische Fach über und wurde 1899 als Gesangs- und Charakterkomiker Mitglied des Ensembles des Carl-Schultze-Theaters in Hamburg, wo er nebst seiner Tätigkeit in Posse und Operette, auch als Regisseur verdienstvoll wirkte. 1910 ging er ans Stadttheater Chemnitz, hier erfolgte 1925 sein Übergang in das Charakterfach im Schauspiel. Er starb wenig später im März 1926.